# Araneomyces acarifer
Araneomyces acarifer är en svampart som beskrevs av Höhn. 1909. Araneomyces acarifer ingår i släktet Araneomyces och familjen Tubeufiaceae.   Inga underarter finns listade i Catalogue of Life.